# Achyranthes obtusifolia
Achyranthes obtusifolia är en amarantväxtart som beskrevs av Jean-Baptiste de Lamarck. Achyranthes obtusifolia ingår i släktet Achyranthes och familjen amarantväxter. Inga underarter finns listade i Catalogue of Life.